# Adahalli, Athni
Adahalli là một làng thuộc tehsil Athni, huyện Belgaum, bang Karnataka, Ấn Độ.